# Saint Albans (Virginia Occidental)
Saint Albans es una ciudad ubicada en el condado de Kanawha en el estado estadounidense de Virginia Occidental. En el Censo de 2010 tenía una población de 11044 habitantes y una densidad poblacional de 1.154,96 personas por km².

## Geografía
St. Albans se encuentra ubicada en las coordenadas 38°22′39″N 81°49′9″O / 38.37750, -81.81917. Según la Oficina del Censo de los Estados Unidos, St. Albans tiene una superficie total de 9,56 km², de la cual 9,37 km² corresponden a tierra firme y (2,06%) 0,2 km² es agua.

## Demografía
Según el censo de 2010, había 11044 personas residiendo en St. Albans. La densidad de población era de 1.154,96 hab./km². De los 11044 habitantes, St. Albans estaba compuesto por el 93,95% blancos, el 3,41% eran negros, el 0,29% eran amerindios, el 0,47% eran asiáticos, el 0% eran isleños del Pacífico, el 0,27% eran de otras razas y el 1,6% pertenecían a dos o más razas. Del total de la población el 0,81% eran hispanos o latinos de cualquier raza.